# Cremastus cressoni
Cremastus cressoni är en stekelart som beskrevs av Kerrich 1959. Cremastus cressoni ingår i släktet Cremastus och familjen brokparasitsteklar. Inga underarter finns listade i Catalogue of Life.